# 15-я отдельная бригада специального назначения
15-я отдельная бригада специального назначения  — военное формирование ВС СССР и Вооружённых сил Узбекистана.

## История бригады в советский период

### Формирование бригады
На основании директивы Военного министра СССР Маршала Советского Союза А. М. Василевского Орг/2/395832 от 24 октября 1950 года в военных округах начали формироваться отдельные роты специального назначения.
Формирование рот проходило под общим руководством Главного разведывательного управления Генерального штаба.
В Приморском военном округе в состав 5-й армии была сформирована 91-я отдельная рота специального назначения (или войсковая часть 51423) по штату № 04/20 с личным составом в 120 человек. Дислоцировалась рота в посёлке Таловый Приморского края.
9 августа 1957 году директивой начальника Генерального штаба ВС СССР ОШ/1/244878 были проведены организационные мероприятия, согласно которой на базе 91-й роты передислоцированной из ДВО в ТуркВО, 1 октября 1957 года был создан 61-й отдельный батальон специального назначения (или войсковая часть 32110) по штату № 04/24 с личным составом в 253 человека. Местом дислокации 61-го батальона стал г. Самарканд.
Согласно директиве ГенШтаба ВС СССР № 140104 от 5 февраля 1962 года в ТуркВО на базе 61-го батальона началось формирование 15-й отдельной бригады специального назначения (или войсковая часть 64411) с дислокацией в пос.Азадбаш возле г. Чирчик Узбекской ССР.
День рождения воинской части — 1 января 1963 года, к которому и закончилось формирование.
Большая часть офицерского состава прибыла из 105-й гвардейской Венской воздушно-десантной дивизии.
Сначала бригада располагалась в трёх местах: разведотряд с личным составом был размещён на территории полка гражданской обороны ТуркВО, радиоотряд — в заброшенном городке через дорогу, штаб бригады — в отдельно стоящем здании. В 1967 году все подразделения были сосредоточены в одном месте.
Первые годы личный состав бригады совершал прыжки с парашютом на базе 105-й дивизии в Фергане, в дальнейшем прыжки стали совершаться на полигоне в окрестностях г. Чирчик. Использовались два самолёта Ан-8.

### Непрофильное использование бригады
По причине отсутствия на тот исторический этап специальных подразделений в составе Внутренних войск МВД СССР, подразделения специального назначения ГРУ привлекались в случаях подавления массовых беспорядков, либо при вероятности возникновения актов массового гражданского неповиновения.
Примерами привлечения военнослужащих 15-й бригады в подобных целях в 1960-е годы и 1970-е годы служат:
- Обеспечение карантинной зоны во время эпидемии холеры в Каракалпакской АССР в конце лета 1965 года.
- Блокирование районов Ташкента, пострадавших от землетрясения в апреле 1966 года, с целью пресечения фактов мародёрства.
- Подавление массовых беспорядков в г. Чимкенте Казахской ССР 13 июня 1967 года.
- Обеспечение карантинной зоны во время эпидемии чёрной оспы в г. Аральске Казахской ССР осенью 1971 года.

Организация карантинной зоны в Каракалпакской АССР несла высокий риск для здоровья военнослужащих и была осложнена тяжёлыми климатическими условиями. Также отмечались случаи активного сопротивления со стороны местного населения вплоть до применения огнестрельного оружия.
В связи с выполнением всех поставленных задач, многие военнослужащие 15-й бригады были награждены медалями и орденами:
- 2 офицерам — был вручён орден Красной Звезды;
- 4 офицерам — орден «Знак Почёта»;
- 25 солдатам и сержантам — медали «За трудовое отличие» и «За трудовую доблесть».

Отмечая высокую организованность, самоотверженность действий личного состава бригады при выполнении специальных заданий командования и эффективной помощи местным органам власти, а также в ознаменование 50-летия Великой Октябрьской социалистической революции, центральные комитеты компартий Казахской, Узбекской и Киргизской ССР наградили передовое соединение округа Почётными Красными знамёнами.

### Формирование 154-го отдельного отряда специального назначения
В связи с обострением внутриполитической ситуации в Афганистане, началом вооружённых антиправительственных выступлений, Генштаб ВС СССР принял директиву № 314/02/0061 от 26 апреля 1979 года по формированию на базе 15-й бригады 154-го отдельного отряда специального назначения. Перед отрядом ставилась боевая задача по поддержке специального подразделения КГБ СССР при проведении операции на территории Афганистана. Предусматривалось, что 154-й отряд будет представлять собой сводный батальон в составе из 6 рот.
Главной особенностью формирования 154-го отряда являлся подбор личного состава по национальному составу. Отбирались только военнослужащие трёх национальностей, являвшихся коренными для Афганистана: узбеки, таджики и туркмены. Отбор проходил по всем воздушно-десантным войскам и подразделениям спецназа ГРУ. Также отбирались военнослужащие в мотострелковых войсках, поскольку на вооружение отряда планировалось принять большое количество бронетехники, которая до этого не использовалась в подразделениях специального назначения. Единственные два офицера и прапорщик, которых не удалось подобрать по национальному признаку, были командир зенитной артиллерийской группы, его заместитель командира и начальник отделения ремонтно-настроечных работ.
В связи с подбором личного состава в 154-й отряд по национальному признаку, в среде военных он получил прозвище Мусульманский батальон.
Другой особенностью отряда являлась его организационно-штатная структура и вооружение, которые сильно отличались от штатного батальона специального назначения. В обычный штат отдельного батальона специального назначения, состоявшего из трёх разведывательных рот, дополнительно включались (сводились) ещё три роты — гранатомётная, инженерно-огнемётная (инженерно-миномётная) и транспортная рота. Также кроме указанных рот в штат батальона добавлялись отдельные взводы/группы — зенитно-артиллерийская группа, ремонтный взвод, группа охранения штаба и медицинский взвод. Подобных собственных подразделений по функциональным задачам, оснащению и вооружению в штате бригад специального назначения не имелось, поэтому набор военнослужащих и комплектация боевой техникой в дополнительные подразделения производились из других воинских частей, принадлежавших различным родам войск. Целью подобного изменения организационно-штатной структуры батальона являлось повышение огневой мощи подразделений и повышение автономности батальона при ведении боевых действий.
Командиром вновь формируемого отряда был назначен Холбаев, выпускник Ташкентского общевойскового училища, служивший на тот момент заместителем командира отряда по воздушно-десантной подготовке.
К 1 июня 1979 года 154-й отряд был полностью укомплектован до штата в 532 человека и приступил к боевой подготовке.
За полтора месяца личный состав отряда, освобождённый от несения караульной службы, хозяйственных работ и нарядов по службе, полностью выполнил годовую программу боевой подготовки, включая воздушно-десантную подготовку и прыжки с парашютом. Хотя необходимости в последнем для выполнения поставленных задач — не имелось.
15 июля 1979 года 154-й отряд сдал проверку по боевой подготовке комиссии Главного разведывательного управления.
В октябре 154-й отряд приступил к усиленной боевой учёбе по программе захвата зданий.

### 154-й отряд (1-го формирования) в Афганистане
В период с 5 декабря по 10 декабря 1979 года 154-й отряд, созданный на базе 15-й бригады, был введён со всей боевой техникой в Афганистан путём воздушной переброски на самолётах ВТА с аэродрома «Тузель» на аэродром г. Баграм и передислоцирован маршем в г. Кабул, в непосредственную близость ко дворцу Тадж-Бек.
27 декабря 1979 года 154-й отряд совместно со спецподразделением КГБ СССР проведёт штурм дворца Тадж-Бек. Потери 154-го отряда составят 6 человек убитыми, 67 ранеными.
После ввода войск вся боевая техника 154-го отряд будет передана 103-й воздушно-десантной дивизии, а личный состав отряда 2 января 1980 года будет вывезен на самолётах в Ташкент. Военнослужащие срочной службы будут уволены в запас, офицеры будут распределены по местам прежней службы. 154-й отряд будет расформирован.

### Формирование 459-й отдельной роты специального назначения
В декабре 1979 года на базе 15-й бригады была сформирована 459-я отдельная рота специального назначения. В ДРА 459-я рота введена 9 февраля 1980 года. Дислоцировалась рота рядом со штабом 40-й Армии в Кабуле.
Штат роты состоял из управления, четырёх групп специального назначения и группы связи. Личный состав — 112 человек. В декабре 1980 года рота получила на вооружение бронетехнику (11 единиц БМП-1).
Боевыми задачами, которые ставились перед 459-й роты, являлись разведка, доразведка с целью проверки информации, захват пленных, уничтожение лидеров и полевых командиров душманов.
15 августа 1988 года 459-я рота была выведена в СССР с передислокацией в г. Самарканд.

### 154-й отряд (2-го формирования) в ДРА
Летом 1981 года на базе 15-й бригады был заново сформирован 154-й отряд (войсковая часть 35651) по прежней организационно-штатной структуре. Согласно директиве ГенШтаба ВС СССР 4/372 от 21 октября 1981 года 154-й отряд планировалось ввести в Афганистан 26 октября 1981 года.

В ночь с 29 на 30 октября 1981 года отряд пересёк государственную границу с Афганистаном в районе Термеза.
С декабря 1981 по март 1984 года 154-й отряд проводил активные боевые действия в провинциях Джаузджан, Балх, Фарьяб и Саманган.
С марта 1984 года 154-й отряд передислоцирован в Джелалабад и в феврале 1985-го подчинён штабу 15-й бригады, который также был передислоцирован из СССР в Джелалабад.

### Ввод в Афганистан 15-й бригады

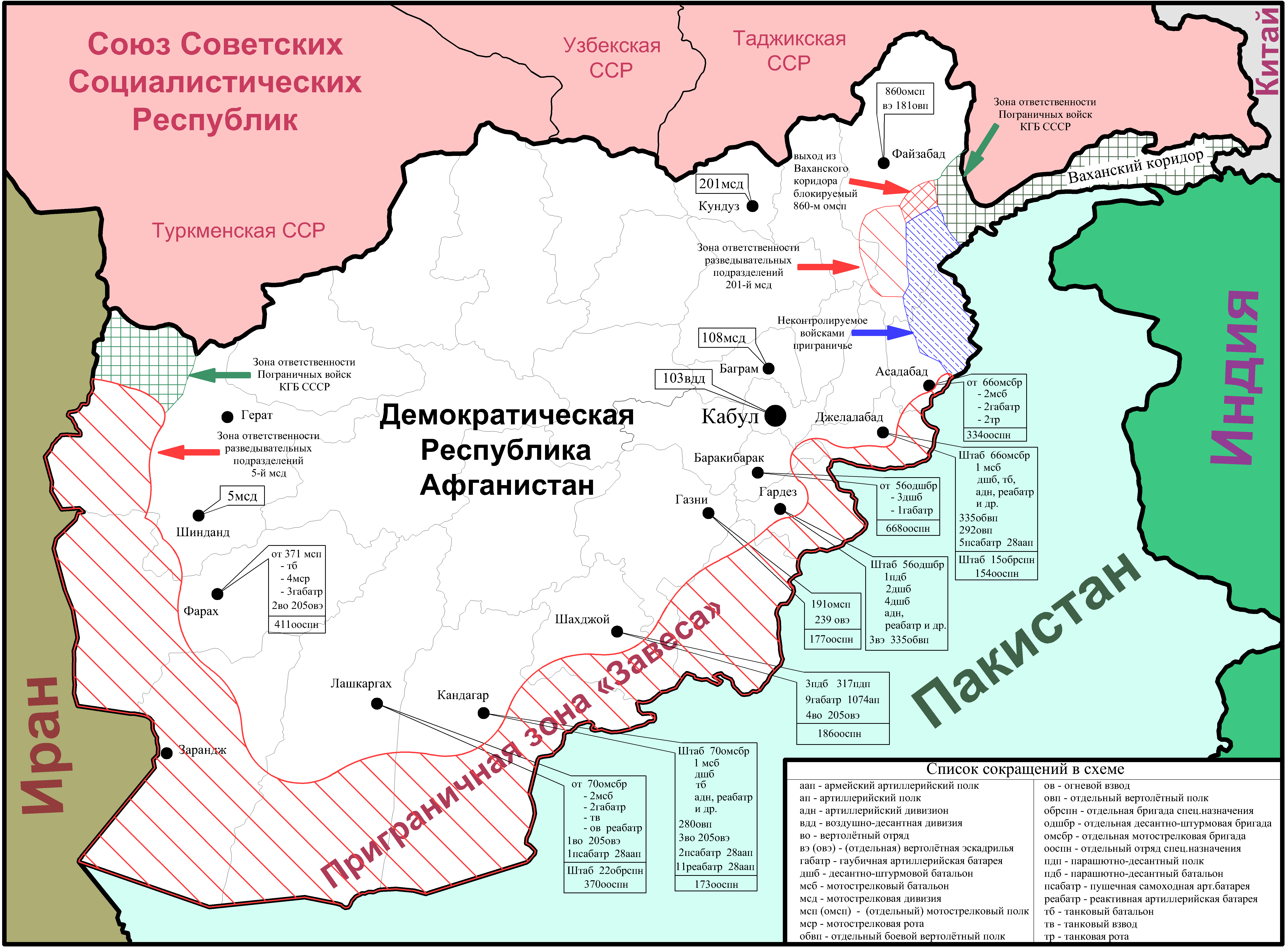
Состав войск и дислокация формирований специального назначения, участвовавших в создании приграничной зоны «Завеса», на конец 1986 года

К началу 1984 года военное руководство СССР принимает решение о ликвидации каналов поставки вооружений и боеприпасов группировкам афганских моджахедов. Следовало взять под контроль караванные дороги и тропы, соединяющие Афганистан и Пакистан. Разведывательные подразделения 40-й армии не справлялись с функциями по уничтожению караванов снабжения, поскольку этому не соответствовала численность разведывательных подразделений и удалённость многих караванных троп от гарнизонов, к которым они приписывались. Также разведывательные подразделения 40-й армии должны были производить разведку для своих полков и бригад.
Появился план создания так называемой приграничной зоны «Завеса», по линии Джелалабад—Газни—Кандагар. С помощью этой приграничной зоны командование 40-й армии планировало перекрыть около 200 караванных маршрутов, по которым мятежники возили из Пакистана оружие и боеприпасы.
Выходом из создавшейся ситуации военное руководство СССР посчитало отправку в феврале двух имевшихся на территории ДРАа отрядов специального назначения (154-й ооспн и 177-й отряды) на приграничные к Пакистану участки. 154-й отряд был передислоцирован в Джелалабад. 177-й отряд был передислоцирован в Газни.
По итогам годовой деятельности этих отрядов выяснилась необходимость во вводе дополнительных спецподразделений.
15-й бригаде в феврале предстояло войти в Афганистан, встать штабом в городе Джелалабад провинции Нангархар. Передислокация закончилась к марту 1985 года.
В связи с тем, что 15-я бригада (как и остальные соединения специального назначения на территории СССР) была кадрированной (неполного состава), в её состав вошли отряды, сформированные в разных бригадах.

### Состав 15-й бригады
Состав 15-й бригады на 1985 год:
- Управление и штаб бригады (в/ч 71351). Позывной «Бретань». Дислоцировано в г. Джелалабад.
  - Особый отдел КГБ СССР.
  - Рота материального обеспечения.
  - Комендантская рота.
  - Группа космической связи.
  - Отряд пропаганды и агитации.
  - Медицинский пункт.
- Отряд специальной радиосвязи г. Джелалабад.
- 154-й отдельный отряд специального назначения (в/ч 35651) г. Джелалабад. Позывной «Пахта». Сформирован на базе 15-й бригады.
- 668-й отдельный отряд специального назначения (в/ч 44653) населённый пункт Бараки. Позывной «Бахор». Сформирован на базе 9-й бригады г. Кировограда Украинской ССР, КВО.
- 177-й отдельный отряд специального назначения(в/ч 43151) г. Газни. Позывной «Чайка». Сформирован на базе 22-й бригады г. Капчагай Алматинской области Казахской ССР, САВО.
- 334-й отдельный отряд специального назначения (в/ч 83506) г. Асадабад. Позывной «Тариф». Сформирован на базе 5-й бригады г. Марьина Горка Минской области Белорусской ССР, БВО.
- 239-я отдельная вертолётная эскадрилья (или в/ч 36988) г. Газни. Позывной «Скоба». Приданная для усиления авиационная часть от ВВС 40-й Армии. В составе имела вертолёты Ми-24(12 единиц) и Ми-8 (12 единиц). К эскадрилье прилагалась 249-я отдельная рота аэродромно-технического обеспечения (или в/ч 21076)[5].

На 15 мая 1988 года (на начало вывода войск) в личном составе 15-й бригаде числилось 2482 человека. Из них 302 офицера и 147 прапорщиков.
- - Примечание: В марте 1985 года с отправкой в ДРА 15-й бригады был сформирован 467-й учебный полк специального назначения (или в/ч 71201). Полк был создан для подготовки младшего командирского состава, наводчиков-операторов БМП и БТР, гранатомётчиков АГС-17, сапёров, связистов и рядовых разведчиков для подразделений специального назначения в составе 40-й Армии. В феврале 1992 года 467-й полк был передан в состав Вооружённых Сил Узбекистана.

### Потери 15-й бригады в Афганской войне
Всего 15-я бригада потеряла в Афганистане убитыми 495 человек и 13 пропавшими без вести:
- Управление бригады — 3 человека убитыми.
- 154-й отряд — убито — 177, пропало без вести — 9.
- 177-й отряд — убито — 160, пропало без вести — 3.
- 668-й отряд — убито — 51, пропал без вести — 1.
- 334-й отряд — убито — 105.

До ввода в Афганистан 15-я бригада обеспечивала подготовку и комплектование 459-й отдельной роты специального назначения, чьи потери составили 34 человека убитыми.
В итоге общие потери 15-й бригады за Афганскую войну составят 542 убитыми и пропавшими без вести.

Примечание: в данную цифру входят потери отрядов до вхождения в состав бригады.

### Награды
За проявленные мужество и героизм при выполнении интернационального долга в Демократической Республике Афганистан были награждены государственными наградами более 4 тысяч военнослужащих соединения, а 3-м присвоено звание Героя Советского Союза.
Руководством Республики Афганистан 15-я бригада награждена Орденом Красного Знамени

### Герои Советского Союза
- Колесник, Василий Васильевич[7] — 28 апреля 1980 года
- Кузнецов, Николай Анатольевич[8] — 21 ноября 1985 года
- Миролюбов, Юрий Николаевич[9] — 5 мая 1988 года

### 15-я бригада после вывода из Афганистана
18 мая 1988 года управление бригады, 154-й отряд и 334-й отряд были выведены в г.Термез.
С выводом 334-й отряд 19 мая 1988 года был передан обратно в состав 5-й бригады, БВО. В составе бригады остался только 154-й отряд.
После вывода управление бригады и 154-й ооспн вернутся на место прежней дислокации в пос. Азадбаш под г. Чирчик Узбекской ССР.
177-й ооспн и 668-й отряды в мае 1988 года были передислоцированы в Кабул, где до окончательного вывода вели боевые действия в окрестностях столицы.
668-й отряд был выведен на территорию СССР 6 февраля, а 177-й ооспн 15 февраля 1989 года.
До мая 1989 года 668-й отряд дислоцировался в г. Шерабад Сурхандарьинской области Узбекской ССР, а после был передан обратно в состав 9-й бригады, КВО.
После вывода 177-й отряд (или в/ч 83395) передислоцируют в пос. Пушной, Кольского района Мурманской области, и включат в состав 2-й отдельной бригады специального назначения ЛенВО. В 1997 году 177-й отряд расформируют.

### Участие 15-й обрспн в локальных конфликтах на территории СССР
В ночь на 19 января 1990 года бригада поднята по тревоге и в составе двух отрядов вылетела в город Баку. Отрядам были приданы 10 единиц БТР-80. Отряды в течение трёх месяцев выполняли оперативные задания совместно со спецподразделением КГБ СССР «Альфа» как непосредственно в самом Баку так и в западных и южных районах Азербайджанской ССР.

## Соединение в Вооружённых Силах Узбекистана

### Передача бригады

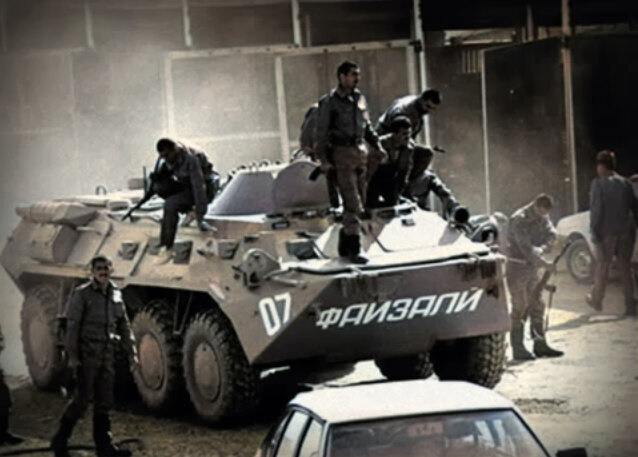
Военнослужащие 15-й отдельной бригады специального назначения.
Таджикистан, 1992 год.

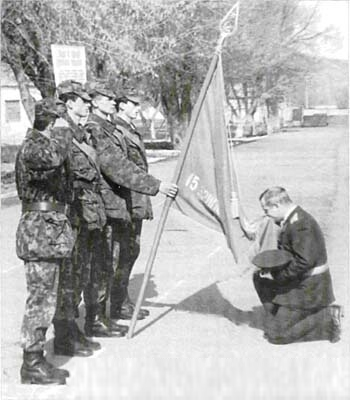
Полковник В. В. Квачков прощается с Боевым Знаменем 15-й отдельной бригады специального назначения.
Узбекистан. 1994 год.

1 июля 1992 года 15-я обрспн переходит в состав Вооружённых сил Узбекистана. Вместе с бригадой также были переданы 467-й учебный полк специального назначения и 459-я отдельная рота специального назначения.

### Участие 15-й бригады в локальных конфликтах на территории СНГ

#### ОсвобождениеАрал-Пайгамбара
В августе 1992 года бригада принимает участие в освобождении узбекского острова Арал-Пайгамбар на реке Аму-Дарье захваченного афганскими моджахедами. Операция проводилась одновременной высадкой вертолётного десанта и высадкой с катеров пограничной флотилии 22-й отдельной бригады сторожевых кораблей.

#### Гражданская война в Таджикистане
С сентября 1992 года и до конца 1994 15-я бригады активно участвует в Гражданской войне в Таджикистане. Совместно с подразделениями 201-й мотострелковой дивизии ВС РФ участвовали в боевых действиях против вооружённых подразделений Объединённой таджикской оппозиции.
Также военнослужащие 15-й обрспн проводили подготовку бойцов движения Народный фронт Таджикистана, провозгласившего своей целью восстановление «конституционного порядка».

…В 1991-м, после того как развалился Советский Союз, 15-ю бригаду ГРУ, где я тогда служил, «подарили» Узбекистану. Звание майора я получал приказом министра обороны Узбекистана. Летом 1992 года вспыхнула гражданская война в соседнем Таджикистане. Министр обороны Узбекистана Рустам Ахмедов приказал нам участвовать в «восстановлении конституционного строя Республики Таджикистан». Был сформирован разведотряд специального назначения. Я был начальником штаба этого отряда. Состав отряда — около ста человек. Большинство — офицеры с афганским опытом. Кстати, нашим командиром был Владимир Квачков, тот самый, которого судили за покушение на Чубайса…

…Наша группа работала в Курган-Тюбе, а когда основная часть вернулась назад, я остался в составе оперативной группы РУ ГШ Узбекистана. Чтобы как-то легализоваться, мы придумали название «Народный фронт Таджикистана» (НФТ). Главной нашей опорой стал уголовный авторитет Сангак Сафаров, пожилой уже человек, который провёл в тюрьмах 21 год. Это был прирождённый лидер с отменными организаторскими способностями, обострённым чувством справедливости и патриотизма — он и возглавил НФТ.

Я был одним из главных советников у Сангака, а позднее — у министра внутренних дел Таджикистана. Мы снабжали отряды НФТ оружием и боеприпасами, пользуясь специальными методами партизанской войны, помогали объединять всех, кто был против «вовчиков», и обучали их воевать. По сути дела, партизанское движение в Таджикистане организовывали специалисты спецназа ГРУ…— Полковник спецназа. Жизнь Александра Мусиенко от Афгана до Чечни.
Кроме непосредственного участия в боевых действиях, офицеры бригады участвовали в формировании Вооружённых Сил Таджикистана.

…Ряд должностей в оборонном ведомстве Таджикистана долгое время занимали офицеры прибывшие из 15-й бригады — заместитель министра обороны генерал-майор Александр Чубаров (прибыл с должности заместителя командира 15-й бригады), заместитель министра обороны по вооружению генерал-майор Алишер Бегматов (прибыл с должности заместителя командира 15-й бригады по вооружению), командир 1 омсбр полковник Юрий Исаков (прибыл с должности начальника штаба 15 обр СпН) и другие…— 15 бригада СПЕЦНАЗ: Люди и судьбы
Решающим этапом показавшим конечный итог всех усилий военнослужащих 15-й бригады Вооружённых сил Узбекистана стала крупная войсковая операция с «Гармским десантом».

…В последних числах февраля Министерством обороны Республики Узбекистан и Республики Таджикистан была подготовлена и проведена крупномасштабная операция по захвату и освобождению от вооружённой оппозиции Каратегинской долины, большинство населения которой поддерживала боевиков ИПВТ. Совместная работа привела к выработке необычного способа разгрома противника — «выдавливания», описания которому нет ни в одном боевом уставе. Суть её заключалась в том что на глубину более 150 км последовательно высаживался тактический воздушный десант общей численностью более 2000 человек. Десантируемые подразделения, сформированные из запасников имели лишь стрелковое оружие и гранатомёты. Практически на каждую площадку десантирования высаживались оперативные группы из 2-х-3-х военнослужащих 15 обр СпН (офицеры, прапорщики, рядовые телеграфисты), осуществлявшие общую координацию действий десанта….

Оказавшись в заснеженном высокогорье один на один с врагом, тактический воздушный десант был вынужден рано или поздно спускаться с гор, чтобы … выдавить противника с тёплых домов.
Если противник оказывал серьёзное сопротивление, выявленные цели уничтожались огнём наводимых спецназовцами вертолётов, а количество десанта наращивалось….

Какой бы сумасбродной с точки зрения классического общевойскового боя, не выглядела эта операция, но благодаря мужеству вертолётчиков, спецназовцев и сотням неизвестных таджикских ополченцев она удалась.

Не будь «гармского десанта» к лету 1993 г., почти двухтысячная группировка таджикских НВФ с помощью афганских моджахедов превратила бы контролируемые им районы в неприступную крепость ставшую оплотом международного терроризма…— 15 бригада СПЕЦНАЗ: Люди и судьбы

#### Расформирование 15-й бригады
В феврале 1996 года 15-я бригада была переформирована в 15-ю отдельную десантно-штурмовую бригаду (или войсковая часть 64411).
После бригада вошла в состав 2-го армейского корпуса мобильных сил Министерства обороны Узбекистана.
В составе 2-го корпуса 15-я бригада находилась по февраль 1999 года. Главной тактической задачей было прикрытие узбекско-таджикской границы в районе Ангрен-Алмалык в Ташкентском направлении.
В феврале 1999 г. бригада скадрирована и переведена из посёлка Азадбаш в город Чирчик.

## Командиры 15-й бригады
Список командиров 15-й бригады:
- Луцев, Николай Иванович (первый командир 15-й бригады) — 1963—1967
- Мосолов, Роберт Павлович — 1968—1975
- Колесник, Василий Васильевич — 1975—1977
- Овчаров Александр Алексеевич — 1977—1980
- Стекольников, Анатолий Михайлович — 1980—1984
- Бабушкин, Владимир Матвеевич — 1984—1986
- Старов, Юрий Тимофеевич — 1986—1990
- Квачков, Владимир Васильевич — 1990—1994
- Золотарёв, Сергей Кондратьевич — 1994—1995
- Карабаев, Тулкин Тишаевич (последний командир 15-й бригады специального назначения и первый командир 15-й десантно-штурмовой бригады) — 1995—1997
- Фазылов, Джура Худайбердиевич — 1997—1999